# اچ‌ام‌اس کاپیتان (۱۷۸۷)
اچ‌ام‌اس کاپیتان (۱۷۸۷) (به انگلیسی: HMS Captain (1787)) یک کشتی بود که طول آن ۱۷۰ فوت (۵۲ متر) بود. این کشتی در سال ۱۷۸۷ ساخته شد.